# Liste der Census Divisions in Saskatchewan

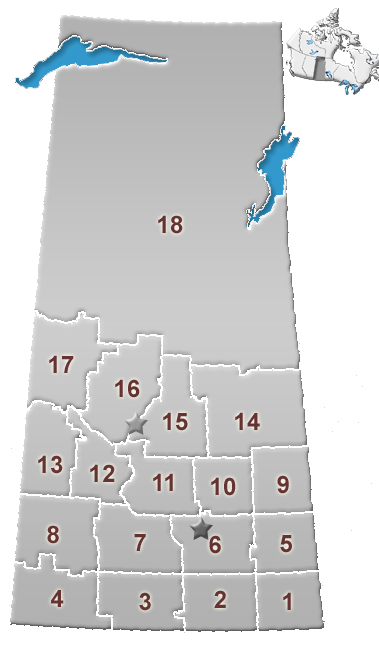
Überblick über die 18 census divisions in Saskatchewan.

Die kanadische Provinz Saskatchewan ist durch Statistics Canada in 18 census divisions (Volkszählungseinheiten) eingeteilt und gehört innerhalb der Klassifikationsstruktur zur Region Prairies. Sie sind von 1 bis 18 nummeriert und besitzen keine offiziellen Namen. Diese Gliederung dient nur statistischen Zwecken und hat keinen verwaltungstechnischen Charakter.
- Division No. 1 (Code 4701)
- Division No. 2 (Code 4702)
- Division No. 3 (Code 4703)
- Division No. 4 (Code 4704)
- Division No. 5 (Code 4705)
- Division No. 6 (Code 4706)
- Division No. 7 (Code 4707)
- Division No. 8 (Code 4708)
- Division No. 9 (Code 4709)
- Division No. 10 (Code 4710)
- Division No. 11 (Code 4711)
- Division No. 12 (Code 4712)
- Division No. 13 (Code 4713)
- Division No. 14 (Code 4714)
- Division No. 15 (Code 4715)
- Division No. 16 (Code 4716)
- Division No. 17 (Code 4717)
- Division No. 18 (Code 4718)